# 山田欣吾
山田 欣吾（やまだ きんご、1930年 - ）は、日本の歴史学者、経済学者。主専攻はドイツ中世史。一橋大学名誉教授。

## 経歴
1930年、長野県長野市生まれ。長野県長野高等学校を経て、1954年一橋大学経済学部卒業、1959年同大学大学院経済学研究科博士課程修了。大学では一橋新聞部に所属。
1960年一橋大学経済学部専任講師、1972年より同教授。1995年に定年退官し、その後共立女子大学国際文化学部教授として教鞭をとった。

## 人物
- 学生時代は増田四郎教授に師事し、ドイツ中世の村落共同体の研究から始め、ドイツ中世史を研究した[3]。
- 指導学生に湯沢威（学習院大学名誉教授）[4]、本村凌二（東京大学名誉教授）、大月康弘（一橋大学教授）[5]、薩摩秀登（明治大学教授）など[6]。

## 著作

### 著編書
- 『教会から国家へ : 古相のヨーロッパ(西洋中世国制史の研究 ; 1)』創文社 1992
- 『国家そして社会 : 地域史の視点 (西洋中世国制史の研究 ; 2)』創文社 1992
- 『色彩の歴史と文化―共立女子大学・共立女子短期大学・公開講座』（城一夫、上坂信男、徳井淑子と共著）明現社 1996
- 『ドイツ史 1 (世界歴史大系)』（成瀬治, 木村靖二と共編）山川出版社 1997
- 『ドイツ史 2 (世界歴史大系)』（成瀬治, 木村靖二と共編）山川出版社 1997
- 『ドイツ史 3 (世界歴史大系)』（成瀬治, 木村靖二と共編）山川出版社 1997